# Буковинський православний календар
«Буковинський православний календар» - історичне україномовне щорічне видання, що випускалося товариством «Руська Бесіда».

## Заснування видання
Заснуванне в 1869 році у Чернівцях товариство «Руська Бесіда» відразу приступило до випуску власних періодичних видань.
У 1874 році було засновано «ІЛЮСТРОВАНИЙ БУКОВИНСЬКИЙ ПРАВОСЛАВНИЙ КАЛЄНДАР», який виходив періодичністю один раз на рік.
З моменту заснування, мовою видання стало так званим «язичіє», й тому не було популярним серед українців Буковини. Тільки після того, як контроль над «Руською Бесідою» перебрали місцеві народовці, «календар» почав виходити звичною для всіх українською мовою. З 1885 року видання редагував - Омелян Попович.
«Календар» значно покращився своїм змістом, і став відігравати значну роль в поширені «писаного українського слова» серед населення краю.
Вже в 1890 році «Буковинський православний календар» видавався тиражем у 1500 примірників.
Своєю белетристикою, шематизмом та історичною частиною («Поминальний калєндар славних Русинів») - залишається і сьогодні цінним джерелом для дослідження минулого Буковини.
Не припинявся випуск «Буковинського православного календаря» й під час Першої світової війни. Видання було закрите в 1819 році, після окупації королівською Румунією всієї території буковинського краю.

## Редактори
- Сидір Воробкевич
- Григорій Воробкевич
- Омелян Попович

## Галерея

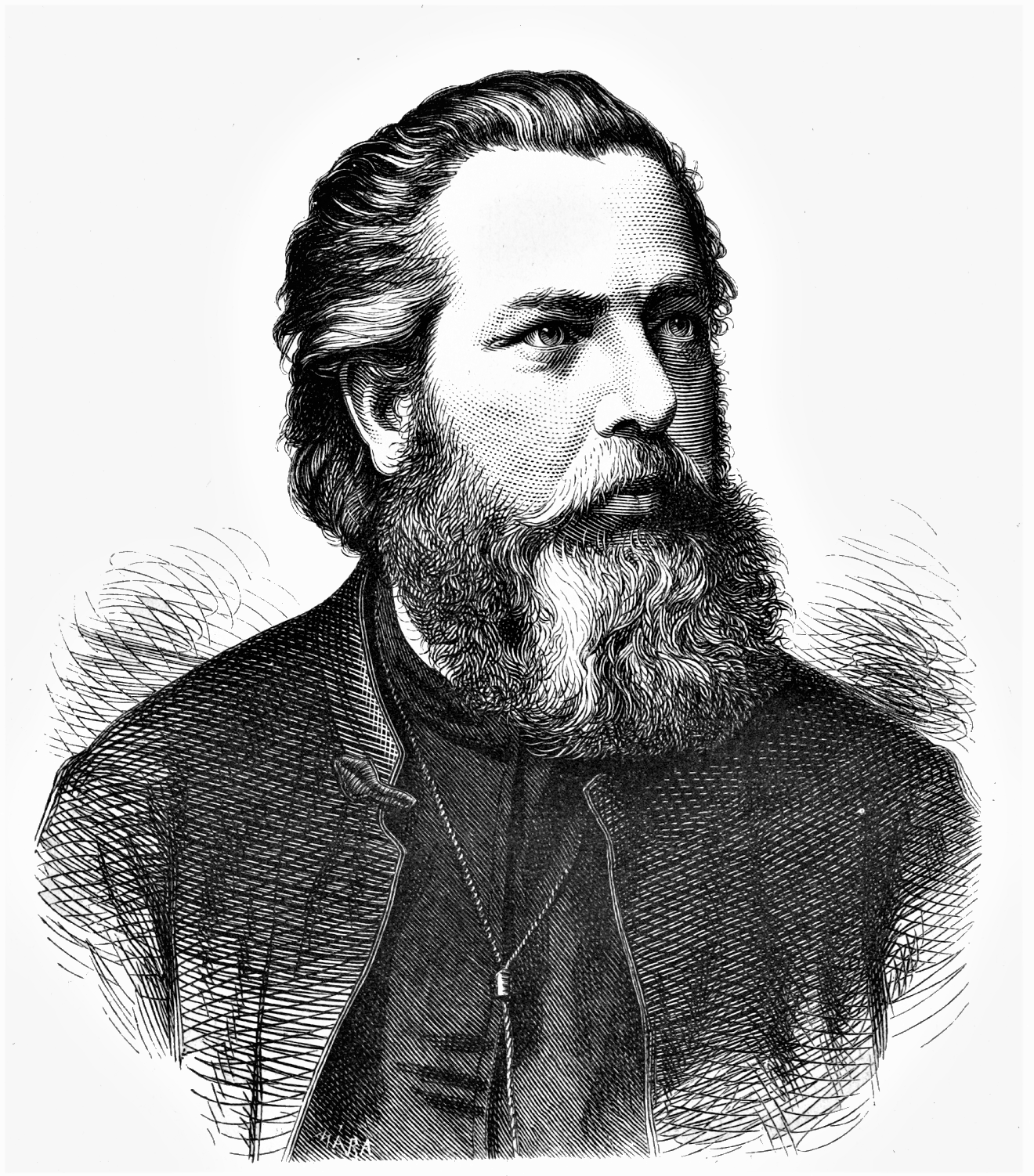
Сидір Воробкевич
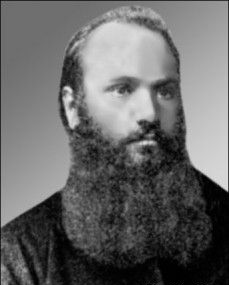
Григорій Воробкевич
Омелян Попович
Останній випуск «Буковинського календаря» (Відень-1918)